# Bryans Road
Bryans Road is een plaats (census-designated place) in de Amerikaanse staat Maryland, en valt bestuurlijk gezien onder Charles County.

## Demografie
Bij de volkstelling in 2000 werd het aantal inwoners vastgesteld op 4912.

## Geografie
Volgens het United States Census Bureau beslaat de plaats een oppervlakte van
21,4 km², geheel bestaande uit land.

## Plaatsen in de nabije omgeving
De onderstaande figuur toont nabijgelegen plaatsen in een straal van 12 km rond Bryans Road.

## Geboren
- A. J. DeLaGarza (4 november 1987), Amerikaans-Guamees voetballer